# جاكلين فيرنانديز
جاكلين فيرنانديز (بالإنجليزية: Jacqueline Fernandez)‏، من مواليد (11 أغسطس 1985، في المنامة، البحرين). هي ممثلة سيريلانكية في السينما الهندية، حائزة على لقب ملكة جمال الكون سريلانكا في سنة 2006، جاكلين تنحدر من أصول مختلفة، الأب برتغالي ماليزي والأم سيريلانكية هولندية.

## المسيرة الفنية
بدأت مسيرتها الفنية في بوليوود في عام 2009 ضمن فيلم علاء الدين مع ريتيش ديشموك وأميتاب باتشان، بعدها لعبت دور المثيرة في فيلم جريمة 2 في 2011 مع النجم عمران هاشمي. وفي 2012 لعبت دور البطولة في الفيلم الكوميدي منزل مليء 2 رفقة أكشاي كومار، وفي نفس السنة لعبت الدور السلبي في فيلم الإثارة والحركة والجريمة سباق 2 مع سيف علي خان وديبيكا بادوكون. وقد تلقى هذا الفيلم إرادات عالية وصلت ل (16 مليون دولار أمريكي) على المستوى العالمي. بهذا الدور تم ترشيح فيرنانديز لجائزة أفضل ممثلة مساعدة في جوائز الأكاديمية الدولية للفيلم الهندي. في 2014 لعبت جاكلين دور دكتور نفسية في فيلم كيك رفقة الممثل سلمان خان. وفي سنة 2016 كانت سنة حافلة بالإنجازات على جاكلين، بحيث لعبت 3 أدوار بطولية، كان أولها في فيلم الحركة الأخوة، ثم فيلم لعبت الدور الرومانسي الكوميدي في فيلم منزل مليء 3، بعدها فيلم ديشووم مع الممثل جون أبراهام وفارون دهاوان، 2016 كان فيلم الخيال العلمي جات الطائر مع تايغر شروف , و في 2017 فيلم التوأم الجزء الثاني مع فارون دهاوان وفيلم السباق 3 مع سلمان خان وقامت بفيلمين في ٢٠١٩ و٢٠٢٠ و هما (قيادة) مع سوشانت سينغ راجبوت و ( القاتل المتسلسل ) و قريبا سيعرض لها فيلم (شبح الشرطة ) مع البطل سيف علي خان وارجون كابور واليامي غوتام سيصدر في شهر أكتوبر .

## حياتها
ولدت فرنانديز في 11 آب عام 1985، في المنامة، البحرين، ونشأت في أسرة متعددة الأعراق. والدها هو روي وهو سيرلانكي، ووالدتها كيم من أصل ماليزي. والدها كان موسيقيا في سريلانكا، وانتقل إلى البحرين في 1980 للابتعاد عن الاضطرابات المدنية بين التاميل والسنهاليين والتقى في وقت لاحق والدتها التي كان مضيفة جوية. وهي الأصغر من بين أخواتها الأربعة، وكانت قد استضيفت في أحد البرامج التلفزيونية في البحرين في سن الرابعة عشرة. وبعد حصولها على التعليم المبكر في البحرين، تابعت الدراسة لنيل شهادة البكالوريوس في وسائل الاتصال الجماهيري من جامعة سيدني في أستراليا. وبعد تخرجها عملت كمراسلة تلفزيونية في سريلانكا. كما أخذت تعليمها في مدرسة بيرلتز للغات، حيث تعلمت الاسبانية ولتحسين لغتها العربية والفرنسية.
وفقا لأقوال فرنانديز انها كانت تطمح بأن تصبح ممثلة وهي في سن مبكرة وكانت تطمح بشكل كبير للعمل في هوليوود،."وقالت انها تلقت بعض التدريب في كلية جون على الرغم من أنها كانت مراسله تلفزيونية، وتوجت كفائزة في مسابقة ملكة جمال الكون في سريلانكا، وكذلك على المستوى العالمي بحيث أخذت لقب ملكة جمال الكون سنة 2006 والتي عقدت في لوس أنجلوس.

## جاكلين في الإعلام
في أوائل عام 2013، أصبحت جاكلين فرنانديز السفير الأول ل إتش تي سي ، والتي كانت تؤيد هذه الشركة بشكل كبير في الهند. وفي لاحق من ذلك العام، صرحت جاكلين أنها المتحدث الرسمي باسم غاريث بوغ وهي شركة خاصة بتصميم وصنع الأماس في مومباي، وأطلقت كذلك جاكلين نظام الحلاقة المتجدد جيليت مع أرباز خان وأديتيا روي كابور، وبهذه الإنجازات أصبحت جاكلين تتسلق سلم النجاح لا على المستوى العمل السينمائي من جهة أو الإعلام من جهة أخرى.

## أفلامها
| علامة الخنجرية | الأفلام القادمة التي في طور التصوير أو الإنتاج. |

| السنة | الفيلم                  | الدور          | ملاحظة                            |
| ----- | ----------------------- | -------------- | --------------------------------- |
| 2009  | علاء الدين              | ياسمين         |                                   |
| 2010  | Jaane Kahan Se Aayi Hai | تارا           |                                   |
| 2010  | منزل مليء               | دانو           | ظهور خاص في أغنية (كيا هوغا دانو) |
| 2011  | جريمة 2                 | بريا           |                                   |
| 2012  | منزل مليء               | بوبي           |                                   |
| 2013  | سباق 2                  | أوميشا         |                                   |
| 2013  | رامايا فاستافايا        | بدون           | ظهور خاص في أغنية "جادو كي جابي"  |
| 2014  | كيك                     | شاينا          |                                   |
| 2015  | روي                     | عائشة / تيا    |                                   |
| 2015  | بانغيستان               | روشانا         |                                   |
| 2015  | الأخوة                  | جيني فيرنانديز |                                   |
| 2015  | Definition of Fear      | ساراح          | فيلم هوليوودي                     |
| 2016  | منزل ملئ 3              | غراسي باتيل    |                                   |
| 2016  | ديشووم                  | جيا            |                                   |
| 2016  | جات الطائر              | كيرتي          |                                   |
| 2016  | وفقا لماثيو             | دافني          | فيلم إنجليزي                      |
| 2017  | [[آي جانتلمان           | كافيا          | [ 18 ]                            |
| 2017  | جودوا 2                 | أليشكا         | تم العرض                          |
| 2018  | درايف                   |                | جاري التصوير                      |
| 2018  | سباق 3                  |                | تم العرض                          |

### التلفزيون
| السنة     | العمل                 | الدور | القناة                   |
| --------- | --------------------- | ----- | ------------------------ |
| 2016–2017 | Jhalak Dikhhla Jaa 9 ‏ | جودغي | إم بي سي بوليوود (عربيا) |

## وصلات خارجية
- جاكلين فيرنانديز على موقع IMDb (الإنجليزية)
- جاكلين فيرنانديز على موقع قاعدة بيانات الأفلام العربية
- جاكلين فيرنانديز على موقع ألو سيني (الفرنسية)
- جاكلين فيرنانديز على موقع ميوزك برينز (الإنجليزية)
- جاكلين فيرنانديز على موقع أول موفي (الإنجليزية)
- جاكلين فيرنانديز على موقع قاعدة بيانات الفيلم (الإنجليزية)
- جاكلين فيرنانديز على موقع كينوبويسك (الروسية)